# Arthur Holmqvist
Seved Arthur Filip Holmqvist, född 5 april 1890 i Göteborg, död där 14 juli 1959, var en svensk företagare.
Arthur Holmqvist var son till Filip Holmqvist och bror till Harry Holmqvist. Han avlade studentexamen i Göteborg 1910 och genomgick därefter Göteborgs handelsinstitut och bedrev långvariga språkstudier vid Göteborgs högskola. 1915 blev han lärare vid Filip Holmqvists handelsinstitut, där han tillsammans med brodern Harry var rektor från 1925. Holmqvist blev underlöjtnant i Skaraborgs regementes reserv 1913, löjtnant 1917 och kapten 1928 och var 1928–1942 befälhavare för Göteborgs landstormsområde och var från 1931 ordförande i Göteborgs södra landstormsförening. Därutöver var han generalsekreterare för Första majblommas riksförbund från 1931. För handelsskolornas undervisning publicerade han flera läroböcker som fick stor spridning.